# Mountain View (Wyoming)
Pour les articles homonymes, voir Mountain View.
Mountain View est une municipalité américaine située dans le Comté de Uinta au Wyoming.
Lors du recensement de 2010, sa population est de 1 286 habitants. La municipalité s'étend sur 0,84 milles carrés (2,18 km2).